# IJzer(II)sulfide
IJzer(II)sulfide is een anorganische verbinding van ijzer en zwavel, met als brutoformule FeS. In de praktijk komt ijzer(II)sulfide vaak voor gemengd met verschillende polysulfiden: zwavelatomen kunnen ketens van verschillende lengte vormen, maar wel vaak met een netto negatieve lading van 2. Gepoederd ijzer(II)sulfide kan in de lucht spontaan ontbranden (de stof is pyrofoor). IJzer(II)sulfide komt voor als een zwartbruine vaste stof (in brokken of als poeder) die zeer slecht oplosbaar is in water.

## Synthese
IJzer(II)sulfide kan bereid worden door ijzer en zwavel samen te verhitten:
{\displaystyle {\ce {8Fe + S8 -> 8FeS}}}

## Minerale vormen
IJzer(II)sulfide komt in een aantal duidelijk verschillende kristalvormen voor. De verschillen komen tot uiting in de verhouding tussen het aantal ijzer- en zwavelatomen en, daarmee samenhangend, hun eigenschappen:
- Pyrrhotiet (Fe1-xS), een monoklien, ferrimagnetisch mineraal. Metallisch ijzer vertoont ferromagnetisme, de sulfiden niet.
- Pyrrhotiet (FeS), een stoichiometrische verbinding die hexagonaal uitkristalliseert.
- Mackinawiet (Fe1+xS), de minst stabiele vorm van de ijzersulfiden.
- Pyriet en marcasiet (FeS2), diamagnetische mineralen met dezelfde brutoformule. Het zijn bijgevolg polymorfen van elkaar.
- Greigiet (Fe3S4), een ferromagnetisch mineraal dat vergelijkbaar is met magnetiet (Fe3O4).

## Reacties
IJzer(II)sulfide reageert met sterke zuren, met name zwavelzuur en waterstofchloride, waarbij het stinkende waterstofsulfide ontstaat:
{\displaystyle {\ce {FeS + 2HCl -> FeCl2 + H2S}}}

## Biologie en biochemie
Als organisch materiaal verteerd wordt in een hypoxische omgeving zullen sulfaat-reducerende bacteriën in het water aanwezig sulfaat gebruiken om organisch materiaal te oxideren. Waterstofsulfide is daarbij het afvalproduct. Een deel van het gevormde waterstofsulfide zal met metaalionen reageren en onoplosbare metaalsulfiden vormen. Deze sulfiden zijn vaak zwart of bruin, wat mede de kleur van de modder verklaart.
Eieren die lang gekookt worden vertonen een groene verkleuring aan het oppervlak van de dooier. De kleur wordt veroorzaakt door ijzer(II) uit de dooier dat reageert met het waterstofsulfide dat door de hitte vrijkomt uit het eiwit. Deze reactie treedt eerder op in oudere eieren, omdat het wit van deze eieren basischer is.
De aanwezigheid van ijzer(II)sulfide als een zichtbaar zwarte neerslag op de voedingsbodem pepton ijzer agar kan gebruikt worden om onderscheid te maken tussen micro-organismen die het cysteïne-metaboliserende enzym D-cysteïnedesulfhydrase kunnen maken en micro-organismen die dat niet kunnen. Pepton ijzer agar bevat het aminozuur cysteïne en een indicator in de vorm van ijzer(III)citraat. Tijdens het metabolisme van cysteine ontstaat waterstofsulfide dat met het ijzer uit het citraat reageert en waarbij ijzer(II)sulfide ontstaat. Het ontstaan van zwarte vlekken op de voedingsbodem wijst bijgevolg op het ontstaan van ijzer(II)sulfide.